# Gataskogen
Gataskogen är ett skogsområde strax norr om Hummelsta i Tillinge socken i västra delen av Enköpings kommun, inte långt från gränsen till Västmanland. Skogen har historiskt definierats som en skogstrakt vid gränsen mellan Uppland och Västmanland och betraktades som en gränsskog.
Historiskt är den känd för Slaget vid Gataskogen 1365.